# Brittany Howard
Brittany Howard, född 2 oktober 1988 i Athens, Alabama, är en amerikansk sångare och musiker.
Howard slog igenom som sångare och låtskrivare i gruppen Alabama Shakes, vilket renderat henne fyra Grammy-vinster. Bandet tog en paus 2018 vilket ledde till att Howard fokuserade på sin solokarriär. Hennes solodebutalbum Jaime släpptes 2019 och mötte god kritik. Albumet gav henne sju Grammynomineringar och hon vann i kategorin "Best Rock Song" för låten "Stay High". År 2024 släppte hon sitt andra soloalbum What Now. Vid sidan av solokarriären har Howard spelat bas i musikgruppen Thunderbitch samt dubbelbas i trion Bermuda Triangle.
Howard har även medverkat i filmen Enhörningen Thelma där hon spelar rösten till huvudrollen Thelma.

## Filmografi (i urval)
- 2024 – Enhörningen Thelma